# 卡斯泰尔诺-拉沙佩勒
卡斯泰尔诺-拉沙佩勒（法語：Castelnaud-la-Chapelle，法語發音：[kastɛlno la ʃapɛl]）是法国多尔多涅省的一个市镇，属于萨拉拉卡内达区。该市镇于1972年由原市镇卡斯泰尔诺-费拉克（Castelnaud-Fayrac）和拉沙佩勒佩绍（La Chapelle-Péchaud）合并而成。

## 地理
卡斯泰尔诺-拉沙佩勒（44°48'54"N, 1°8'55"E）面积20.88 平方千米，位于法国新阿基坦大区多爾多涅省，该省份为法国西南部内陆省份，是法國本土面积第三大的省，大致对应佩里戈尔地区，北起顺时针与夏朗德省、上维埃纳省、科雷兹省、洛特省、洛特-加龙省、吉倫特省和滨海夏朗德省接壤。
与卡斯泰尔诺-拉沙佩勒接壤的市镇（或旧市镇、城区）包括：贝纳克和卡兹纳克、圣洛朗拉瓦莱、阿拉斯莱米讷、塞纳克和圣于连、格里沃、韦扎克、圣西布拉内、韦里讷德多姆、圣樊尚德科斯。
卡斯泰尔诺-拉沙佩勒的时区为UTC+01:00、UTC+02:00（夏令时）。

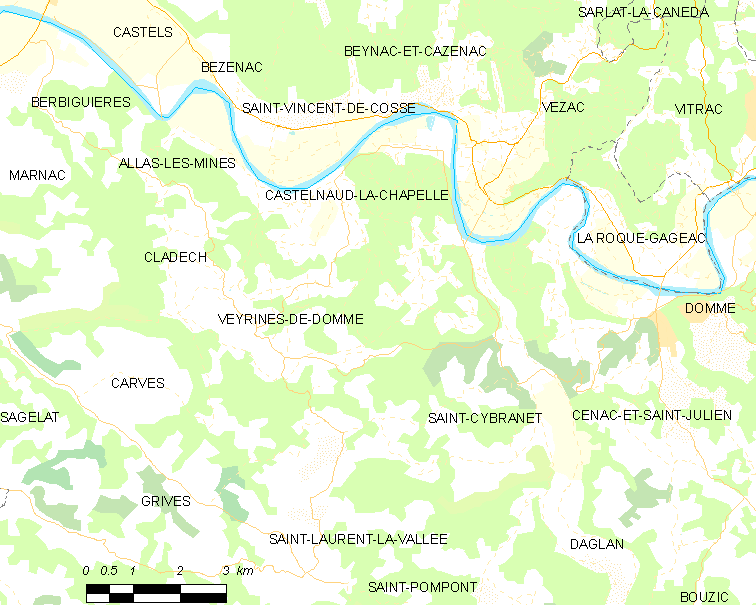
卡斯泰尔诺-拉沙佩勒的OSM定位图

## 行政
卡斯泰尔诺-拉沙佩勒的邮政编码为24250，INSEE市镇编码为24086。

## 政治
卡斯泰尔诺-拉沙佩勒所属的省级选区为多尔多涅河谷县。

## 人口

1962-2008年间卡斯泰尔诺-拉沙佩勒人口变化图示

卡斯泰尔诺-拉沙佩勒于2022年1月1日时的人口数量为449人。